# Red Oak (Iowa)
Red Oak is een plaats (city) in de Amerikaanse staat Iowa, en valt bestuurlijk gezien onder Montgomery County.

## Demografie
Bij de volkstelling in 2000 werd het aantal inwoners vastgesteld op 6197. In 2006 is het aantal inwoners door het United States Census Bureau geschat op 5949, een daling van 248 (-4,0%).

## Geografie
Volgens het United States Census Bureau beslaat de plaats een oppervlakte van 9,6 km², waarvan 9,5 km² land en 0,1 km² water.

## Plaatsen in de nabije omgeving
De onderstaande figuur toont nabijgelegen plaatsen in een straal van 24 km rond Red Oak.

## Geboren
- Joni Ernst (1970), senator voor Iowa